# Remo Ruffini (entrepreneur)
Pour les articles homonymes, voir Ruffini.
Remo Ruffini, né le 27 août 1961 à Côme, est un entrepreneur italien, président et administrateur délégué de Moncler. Il contrôle la société Double R Srl (anciennement Ruffini Partecipazioni Srl), qui détient 15,8 % de Moncler.

## Biographie
Remo Ruffini est né le 27 août 1961 à Côme dans le nord de l'Italie. Il est issu d'une famille d'entrepreneurs dans domaine de la mode et du textile : son père fonde, dans les années 1970, aux États-Unis, la marque de chemises imprimées Nik Nik, tandis que sa mère lance la marque pour enfants Chicca Ruffini.
Dans les années 80, après des études de marketing à l'université de Boston, il commence sa carrière au sein de l'entreprise familiale puis revient dans son pays natal, à 23 ans. En Italie, inspiré par son expérience aux États-Unis, il fonde New England et Ingrose, deux entreprises de prêt-à-porter qu'il revend seize ans plus tard au groupe Stefanel (it), en 2000,,.

### Moncler
En février 2003, Ruffini acquiert - par le biais de Ruffini Partecipazioni - Moncler, dont il était déjà directeur créatif depuis 2000. Sous sa direction, l'entreprise, qui était alors en difficulté, est entièrement transformée, réinventée et repositionnée comme une marque de luxe.
Sa grande sensibilité artistique lui permet de s’investir personnellement dans tous les secteurs de l’entreprise depuis ses débuts, que ce soit pour la création d'un parfum ou pour les décors des boutiques.
En 2006 et 2009, Remo Ruffini crée respectivement les nouvelles collections Moncler Gamme Rouge et Moncler Gamme Blue, qui font leurs débuts sur les podiums de Paris et de Milan. Ces deux lignes seront par la suite interrompues en 2018 pour faire place au projet Moncler Genius.
En 2010, Ruffini lance à New York Moncler Grenoble, une collection technique dédiée à la fois au ski et aux moments "après-ski", réinterprétant les styles du passé avec une touche contemporaine.
Le 16 décembre 2013, Ruffini introduit Moncler à la Borsa Italiana. Dès la fin du premier jour de cotation, les actions enregistrent une augmentation de 47 %, portant la valeur de l'entreprise de 2,55 milliards à environ 3,7 milliards d'euros ,.
En 2018, il lance Moncler Genius, un projet innovant qui consiste à dévoiler presque chaque mois une nouvelle collection créée en collaboration avec des designers de renom, chacun réinterprétant à sa manière l’identité de Moncler.
Ce projet introduit des produits mieux adaptés aux réseaux sociaux car « les marques de mode ont besoin de nouveau contenu en permanence » dit-il, ainsi que de  commercialiser de nouveautés pouvant être mensuelles,. La première collection, sous cette nouvelle stratégie, est présentée fin 2018 lors de la semaine de la mode de Milan.
Depuis 2018, Ruffini est membre du conseil d'administration de la Chambre Nationale de la Mode Italienne,.
En 2019, Moncler signe le Fashion Pact, un accord entre les principales entreprises de mode et du textile visant à réduire l'impact environnemental de leurs activités ; Ruffini a été membre du comité directeur de 2019 à 2023.
Le 7 décembre 2020, Moncler annonce l’acquisition de la marque Stone Island pour plus d'un milliard d'euros, ; il a fallu un an de discussions entre Remo Ruffini et Carlo Rivetti, PDG de Stone Island, pour que l'affaire aboutisse.
En juillet 2023, Remo Ruffini reçoit un doctorat honorifique en "Arts – Mode et Entrepreneuriat" de l'University for the Creative Arts de Londres.

### Vie privée
Remo Ruffini a deux fils et vit principalement à Côme dans la Villa Palatina, mais également entre Milan, où il possède un appartement, et Saint-Moritz,,.
Passionné de nautisme depuis son plus jeune âge, il possède un yacht de 55 mètres nommé "Atlante", mis à l'eau en 2015.

## Décoration
Remo Ruffini est nommé chevalier de l'Ordre du Mérite du travail en 2018.